# 亞瑟·克拉克獎
亞瑟·克拉克獎（Arthur C. Clarke Award）是一個英國獎項，頒發給過去一年在英國出版最好的科幻小說。它是由英國作家阿瑟·克拉克資助，於1987年成立。亞瑟·克拉克獎由英國科幻協會、科幻小說基金會、與第三個組織（2012年是倫敦科幻電影節）頒發。該獎項為「英國最負盛名的科幻小說獎」。

## 外部連結
- 官方网站